# سودرو (تازيان)
سودرو (بالفارسية: سودرو) هي قرية تقع في إيران في قسم تازيان الريفي. يقدر عدد سكانها بـ 708 نسمة .